# Дайбо, Александра Степановна
Александра Степановна Дайбо (также Вахонина и Дайбо-Вахонина, урожд. Еловских; 18 декабря 1900, Михайловск — 19 июня 1972, Свердловск) — советская и российская шахматистка, организатор шахматного движения на Урале, победительница чемпионата РСФСР по шахматам среди женщин (1948). В составе команды РСФСР бронзовый призер первенства СССР между командами союзных республик по шахматам (1948).

## Биография
Начала играть в шахматы в возрасте 23 лет, после переезда в Свердловск. С 1928 по 1941 год бессменно побеждала в чемпионатах города, области и Урала по шахматам среди женщин. Эти победы обычно давались с большим отрывом от ближайших соперниц, и только в 1939 году ей серьезную конкуренцию в первенстве Свердловской области составила Т. Филановская, с которой она разделила 1—2-е место. Была одним из первых организаторов шахматного движения на Урале. В 1938 году стала единственной женщиной-шахматисткой слушательницей первых курсов Всесоюзных шахматных инструкторов-организаторов. Также одна из первых в СССР получила звание судьи республиканской категории по шахматам.
В годы Великой Отечественной войны активно участвовала в шефской работе с воинскими частями и госпиталями Свердловска, организуя квалификационные шахматные турниры, сеансы одновременной игры и лекции для раненых.
Почти четверть века, до 1950-х годов, она регулярно участвовала во всех первенствах РСФСР по шахматам среди женщин. В 1947 году на этом турнире заняла 4-е место, а в следующем году в Свердловске одержала убедительную победу в чемпионате РСФСР. В 1949 году поделила 2—4-е место в чемпионате РСФСР и 1—2-е место в чемпионате города Свердловска.
Три раза участвовала в финалах чемпионатов СССР по шахматам среди женщин (1931, 1937, 1945). Интересно, что во всех трех чемпионатах она занимала или делила 7-е место.
Представляла команду РСФСР в первенстве СССР между командами союзных республик по шахматам в 1948 году и заняла третье место в командном зачете.
В возрасте 59 лет последний раз становилась чемпионкой города и области. Работала председателем шахматных секций Центрального Совета ДСО «Металлург Востока», Свердловского округа и области.